# Kilvatjaure
Kilvatjaure är en sjö i Kiruna kommun i Lappland och ingår i Torneälvens huvudavrinningsområde. Sjön har en area på 0,102 kvadratkilometer och ligger 608 meter över havet. Kilvatjaure ligger i Rautas fjällurskog Natura 2000-område. Sjön avvattnas av vattendraget Pahtajoki.

## Delavrinningsområde
Kilvatjaure ingår i det delavrinningsområde (753687-167855) som SMHI kallar för Utloppet av 753839-168103. Medelhöjden är 576 meter över havet och ytan är 16,19 kvadratkilometer. Det finns inga avrinningsområden uppströms utan avrinningsområdet är högsta punkten. Pahtajoki som avvattnar avrinningsområdet har biflödesordning 3, vilket innebär att vattnet flödar genom totalt 3 vattendrag innan det når havet efter 416 kilometer. Avrinningsområdet består mestadels av skog (57 procent) och sankmarker (28 procent). Avrinningsområdet har 0,79 kvadratkilometer vattenytor vilket ger det en sjöprocent på 2,5 procent.